# Magas (Inguschetien)
Magas (ingusch. und russisch Магас) ist seit 2003 die Hauptstadt der autonomen russischen Republik Inguschetien im Nordkaukasus. Die Stadt ist mit 2502 Einwohnern (Stand 14. Oktober 2010) die kleinste Subjekthauptstadt in der Russischen Föderation.

## Lage
Die Stadt befindet sich am Ufer des Terek-Zuflusses Sunscha, vier Kilometer südöstlich der größten Stadt der Republik und deren ehemaliger Hauptstadt Nasran. In unmittelbarer Nähe von Magas verläuft die Grenze zwischen den Republiken Inguschetien und Nordossetien-Alanien. Die Fernstraße R217 und eine Bahnlinie der Nordkaukasus-Eisenbahn verlaufen nördlich von Magas nahe bzw. in Nasran.

## Geschichte

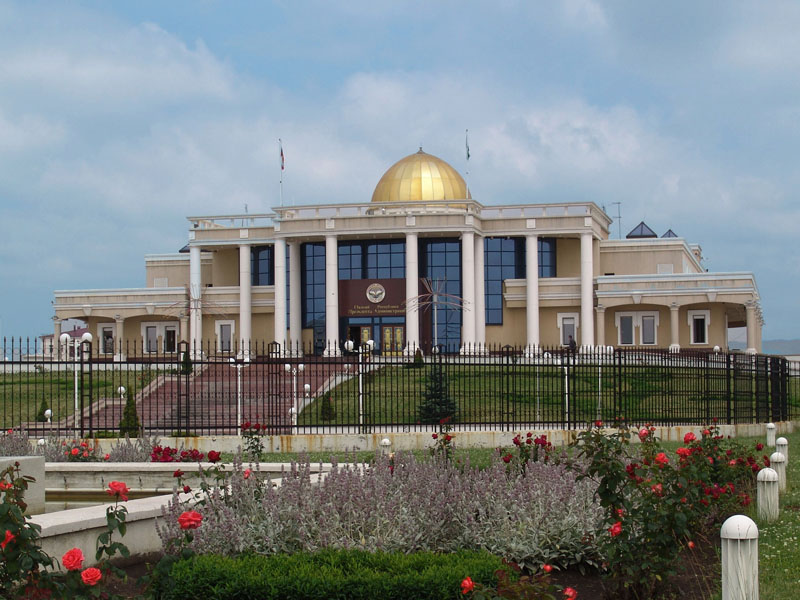
Residenz des Republikspräsidenten in Magas

Die Stadt Magas, deren Name in der Inguschischen Sprache wörtlich „Stadt der Sonne“ bedeutet, entstand ungefähr an Stelle eines historischen Ortes, der zum mittelalterlichen Königreich Alanien gehörte. Die Umbenennung 1995 suggeriert eine Identität mit der historischen Hauptstadt dieses mittelalterlichen Königreiches, deren Name von al-Masʿūdī als Maghas überliefert ist und 1239 von der Goldenen Horde vernichtet wurde. Allerdings ist diese Gleichsetzung wissenschaftlich nicht erwiesen und es gibt zwei bis drei weitere Fundplätze, die dem alten Maghas entsprechen könnten, ohne dass die Frage bisher wissenschaftlich zu klären ist.
Anlass der Neugründung der Stadt als der neuen Hauptstadt Inguschetiens statt des bisherigen Regierungssitzes Nasran war die Tatsache, dass letzteres seine Funktionen als Hauptstadt nur behelfsweise erfüllt hatte: Die autonome Republik Inguschetien ging nach dem Ende der Sowjetunion aus der Tschetschenisch-Inguschischen autonomen Republik hervor, deren Hauptstadt Grosny war. Nach der Aufspaltung der Republik wurde von der neuen inguschischen Regierung zunächst beschlossen, ihren Sitz in Nasran als dem größten Ort der Republik einrichten zu lassen. Allerdings gab es dort kaum Gebäude, die für diese Funktion geeignet wären, so dass die Behörden notgedrungen in kleineren Verwaltungsbauten, teilweise auch in Schulen oder Hotels untergebracht werden mussten.
Aus diesem Grund wurde im Jahre 1995 im Vorortbereich von Nasran damit begonnen, die neue Hauptstadt unter dem Namen Magas zu errichten. Fünf Jahre später erhielt der Ort Stadtstatus, und im Dezember 2000 wurde das Gesetz, das Magas den Status der inguschischen Hauptstadt gab, von der russischen Staatsduma einstimmig beschlossen. Ende 2002 zog die Regierung und der Präsident der Republik in den neu erbauten Regierungskomplex um. Bei der Volkszählung 2002 hatte die Stadt nur 275 Einwohner.
In Magas befindet sich ein Verwaltungsgebäude des russischen Geheimdienstes FSB. Auf dieses wurde im Juli 2007 ein Anschlag verübt. Die russischen Behörden vermuteten die Attentäter im Nachbarort Ali-Jurt, wo bei einer darauffolgenden Durchsuchungsaktion 24 Personen verletzt wurden.

## Bevölkerungsentwicklung
| Jahr | Einwohner |
| ---- | --------- |
| 2002 | 275       |
| 2010 | 2502      |

Anmerkung: Volkszählungsdaten